# 五重称号
五重称号（ごじゅうしょうごう、英: Five-fold titulary, Royal titulary, Great five names）とは古代エジプトのファラオに与えられた5つの称号。ホルス名、ネブティ名、黄金のホルス名、即位名、誕生名の5つで構成されている。
ファラオの称号は、名前が本来持つ、個人を特定するためだけのものではなく、ファラオの神聖な力を上下エジプトに広め、治世の在り方を広く布告するための手段でもあった。そのため、この称号の一部は神殿に彫り込まれたり、公文書や碑文・墓などに使用されたりした。五重称号の元となるそれぞれの5つの称号はすでに古王国前期には出現していたが、完全な形で用いられるようになるのは中王国時代である。この称号はエジプトの歴史を通して王の名前を表現するのに使われ、エジプトがローマの属州となってからも使用された。誕生名以外の4つの名前は戴冠式の時に布告され、誕生名は誕生した日に母親から与えられた。

## 概要
古代エジプトでも現代そして他の文明などと同じように、人に名前（エジプト語でレン）を与えることは重要な意味を持つことであった。子供の名前は通常出生時に母親によって与えられ、宗教的な意味や家族からの配慮を反映していることもあった。それゆえ、現人神であったファラオに人々と神とをつなぐ役割を果たすための神聖な名前をつけることは、政治的および宗教的象徴をも含んでいる。古王国時代から、即位式の際に王はそれぞれ5種類の異なる聖なる称号、すなわち五重称号を得るようになった。これらはひとまとめにしてその王の神秘的な治世の構成要素となった。称号は所有者を神聖さを持ち合わせる国へ導くことを目的としているため、強い政治的・宗教的象徴性を持ち合わせている。古代エジプトの歴史を通して、五重称号には力、能力、豊穣さ、生命力やマアトなどの特定の概念が含まれていることが多い。エジプトの思想では、名前は名前の所有者に命をあたえるものであるため、名前を破壊することはその人物を霊的に消滅させることにつながる。

## ホルス名

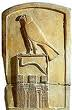
セレクで囲まれたジェト王のホルス名。高さ250cm,幅60cmの石灰岩に刻み付けられている。ルーブル美術館蔵

ホルス名（英: Horus name)は王がホルス神の化身であるということを表している。ホルス名はファラオが用いたもっとも古い称号であり、すくなくとも先王朝時代から用いられていた。古王国時代以前のファラオはホルス名でしか知られていない者も多く、ほとんどのファラオのホルス名の最初にはホルス神を象徴する鷹が描かれている。ホルス名は王宮を表した模様であるセレク（下図）と呼ばれる枠で囲まれている。
|  |  | \| \| \| \| \| \| |
|  |  |                   |
|  |  |                   |
|  |  |                   |

|  |
|  |
|  |

### ホルス名の象徴的な意味
ホルス名の意義はまだ議論が続いているが、セレクの上（または横）に描かれた神を象徴していることは明らかである。ほとんどの場合、描かれた神はホルスであった。ハヤブサ（または鷹）が翼を大きく広げ空高く舞い上がり、エジプト全土を俯瞰することを表すホルス名は、遍在性と広大な力を表していると言われている。さらに、エジプト初期王朝時代の王のホルス名は、デン王の"殺戮者"(Slaughterer)のように、非常に攻撃的であり、これはホルス神の加護によって、ファラオが敵に打ち負かされないようにという願いを明確に表している。第二王朝では、王のホルス名は平和を求める性質を持ち始め、秩序と調和に満ちた揺るぎない世界を支配したいというファラオの願いを表現するようになった。いくつかのケースでは、特に第2王朝で少なくとも2つのホルス名がそれまでの伝統と矛盾しているようである。

最も顕著な例は、セト・ペルイブセン王であり、セレクの上のハヤブサがセト神を象徴する動物（セト・アニマル）に置き換えられている（いわゆるセト名）。これによって、王は王権の守護神をホルスからセトに変更したのである。
|  |  | \| \| \| \| \| \| |
|  |  |                   |
|  |  |                   |
|  |  |                   |

|  |
|  |
|  |

これより後の王のカセケムイはハヤブサとセト・アニマルをともにセレクの上に置いた。

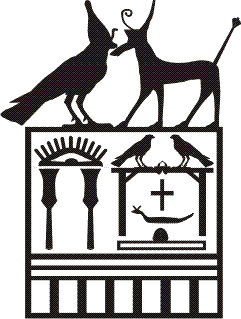
カセケムイのホルス名。右がセト・アニマル。、

このような王がホルスとセトを対等に扱うような、特徴的なセト信仰の現れは第2王朝にしか見られない。このようにした理由として神話のホルスとセトの争いの伝説の元となった権力抗争があったのではないかという考察がなされている。

## ネブティ名
| nbty |

| nbty |

ネブティ名（英: Nebty name）は二女神名とも呼ばれる。上エジプトを表しシロエリハゲワシの姿をとるネクベトと、下エジプトを表しコブラの姿をとるウアジェトの2柱の女神から成り、上下エジプトが統一されたことを象徴している。王は、神の化身であると主張することによって自身の王位の正当性を主張した (神王理念)。この二つが分けて用いられることはない。初期王朝時代には、ホルス名とともにセレクの中に一緒に書かれていた。

## 黄金のホルス名
| G8 |

| G8 |

黄金のホルス名（英: Horus of Gold）は、ホル・ネブゥ名とも呼ばれる。金(nbw)のヒエログリフの上にホルスが乗る形が特徴である。ホルスの化身である王の王権が永遠であるようにとの願いを持ち、永遠に輝く太陽を象徴する色である黄金とホルスが組み合わされている。他にも、金の存在はホルスが「敵よりも優れていた」ことを意味すると解釈できるため、ホルスのセトに対する勝利を表すという説もある。金(nbw)はセト神の町オンボスを示しており、ホルス信仰がセト信仰に勝利を収めたことを示しているとされる。ネブティ名と同様に、この称号は通常カルトゥーシュやセレクで囲まれることはない。

## 即位名
即位名（英: Throne name）は、プレノーメン（prenomen）や、上(・)下エジプト(の)王名、ネスゥ(ト)・ビト名,王冠名（Crown name）とも呼ばれる。上エジプトを象徴するスゲと下エジプトを象徴するミツバチから成る。

### 歴史
第一王朝のファラオ、デンが最初の使用者であり、 第4王朝以降、即位名にRa（ラー）の名が使われることが多いが、ラーの使用はほとんど形式上のものとなっている。
中王国時代から、即位名は五重称号の中でも最も重要なものとなった。したがって、碑文やパピルスなどで、即位名のみが記載されている場合にどのファラオかを判断する証拠となる。即位名は常にカルトゥーシュで囲われているので、断片化している場合でも読み取りやすい。

### 解釈
即位名の解釈の定説は、上下エジプトの象徴であるスゲとミツバチの所有者である王が、全エジプトの支配者であるというものである。
詳説すると、この名前はロゼッタストーンなどのプトレマイオス朝時代のギリシャ語の情報源に基づき、しばしば「上下エジプトの王」と翻訳されてきた。これを直訳すると、「スゲとミツバチに属する者」となる。スゲとミツバチは、語源から考察すると"nswt"は、上エジプト、"bity"は下エジプトを象徴していると解釈されるが、 実際にswt「スゲ」から派生していない場合、nswt-bitiは「上下エジプトの王」を意味する2つの単語の、単なる複合語である可能性があるため、これを根拠に定説の解釈を疑問視する者もいる。 この複合語説はヒッタイトの手紙の楔形文字に裏付けがあり、議論の余地があるとされている。

## 誕生名
| zA · ra |

| zA · ra |

誕生名（英: Personal name）は、ノーメン(nomen)や太陽の子名、ラーの子名、サァ・ラー(サーラア)名とも呼ばれる。
紀元前2300年ごろの第6王朝になると、王を絶対のものとする王権が弱体化した代わりに太陽神ラーの信仰が盛んになり、王はラーの息子(化身)であるという考え方がされるようになった。これを受け、ファラオの誕生名の前には、息子を意味する"zA"と太陽神"ra"を組み合わせた「ラーの息子」を表すこのヒエログリフが付き、太陽神ラーとファラオの結びつきの強さを強調したとされる。また、王が太陽神のめぐるすべての地の支配者であることを象徴しているとの見方も存在する。
そのあとに続く名前はカルトゥーシュで囲われる。歴史学では通常、エジプトのファラオはこの名前で呼ばれ、同じ名前を持つ異なる個人を区別するために 序数（「I」、「II」,「1」、「2」など）を追加する。例えば、ラムセス1世(I世)、ラムセス2世(II世)…などである。